# Isotomoidea
Super-famille
Les Isotomoidea sont une super-famille de collemboles.

## Liste des familles
Selon Checklist of the Collembola of the World :
- Actaletidae (Börner, 1902)
- Isotomidae (Schäffer, 1896)
- †Protentomobryidae (Folsom, 1937)

## Référence
- Schäffer, 1896 : Die Collembolen der Umgebung von Hamburg und benachbarter Gebiete. Mitteilungen aus dem Naturhistorischen Museum in Hamburg, vol. 13, p. 149–216.